# Synedoida exquisita
Synedoida exquisita är en fjärilsart som beskrevs av George Francis Hampson 1926. Synedoida exquisita ingår i släktet Synedoida och familjen nattflyn. Inga underarter finns listade i Catalogue of Life.